# Pomnik Kornela Ujejskiego w Szczecinie
Pomnik Kornela Ujejskiego – znajduje się w Szczecinie na skwerze pomiędzy Bramą Portową a pl. Zwycięstwa.
Popiersie z brązu, autorstwa lwowskiego rzeźbiarza Antoniego Popiela. Na granitowym cokole brązowa lira z rozerwanymi kajdanami (poezja wyzwala), na tle tytułowej stronicy "Chorału" ("Z dymem pożarów", wiersza Ujejskiego napisanego pod silnym wrażeniem muzyki swego przyjaciela, Józefa Nikorowicza, polskiego hymnu narodowego głoszącego sens tragicznego powstania chłopskiego prowadzącego do ostatecznego, mesjanistycznego zwycięstwa) pochodni i gałązki laurowej. Napisy na cokole: Kornel Ujejski (z przodu) oraz "Narodzie mój bądź szczęśliwy" K. Ujejski (z tyłu)

## Historia
Pomnik pierwotnie odsłonięty 8 grudnia 1901 r. we Lwowie przed Kasynem Miejskim przy ul. Akademickiej. Po wkroczeniu do Lwowa Rosjan (27 lipca 1944), został zdjęty i w 1950 r. przekazany Polsce. Na kilka lat trafił do depozytu pamiątek narodowych w warszawskim parku w Wilanowie. 27 listopada 1956 r. przeniesiono go do Szczecina. Oficjalne odsłonięcie pomnika nastąpiło dopiero 9 grudnia 2006 r., w 105. rocznicę lwowskich uroczystości.